# IMAM Ro.43
Ro.43 (итал. IMAM Ro.43) — итальянский гидросамолёт, катапультный разведчик. Создан в КБ фирмы «Сосьета анонима индустрие мекканиче э аэронавтиче Меридионали» (Industrie Meccaniche e Aeronautiche Meridionali — IMAM) на основе конструкции сухопутного разведчика IMAM Ro.37bis конструкции Дж. Галассо (итал. Giovanni Galasso). Первый полёт был произведён 19 ноября 1934 года, а в декабре 1936 года начались серийные поставки самолёта. Ro.43 принял участие в Второй мировой войне, при этом значительная часть машин базировалась на кораблях итальянского флота. Всего было собрано 193 гидросамолёта.

## Технические характеристики
- Экипаж: 1-2 человек
- Длина: 9.72 м
- Размах крыла:  11.58 м
- Высота: 3.5 м
- Площадь крыла: 22.5 м²
- Профиль крыла:
- Масса пустого:  1 440 кг
- Масса снаряженного:
- Нормальная взлетная масса: 1 880 кг
- Максимальная взлетная масса:
- Двигатель Piaggio P.XR
- Мощность: 1x 700 л.с.

## Лётные характеристики
- Максимальная скорость: 300 км/ч
  - у земли:
  - на высоте м:
- Крейсерская скорость: 245 км/ч
- Практическая дальность: 1 500 км
- Практический потолок: 6 600 м
- Скороподъёмность:  м/с
- Нагрузка на крыло: кг/м²
- Тяговооружённость: Вт/кг
- Максимальная эксплуатационная перегрузка:

## Вооружение
- 2× 7.62-мм пулемета[1]